# Gainsborough Motor Engineering
Die Gainsborough Motor Engineering Co. Ltd. war ein britischer Automobilhersteller, der 1902–1903 in Gainsborough (Lincolnshire) ansässig war.
Der Gainsborough war ein Mittelklassewagen mit Kettenantrieb.

## Quelle
David Culshaw & Peter Horrobin: The Complete Catalogue of British Cars 1895–1975. Veloce Publishing plc. Dorchester (1997). ISBN 1-874105-93-6